# Microbates cinereiventris
Caça-mosquitos-de-faces-castanhas ou chirito-rubicundo (Microbates cinereiventris) é uma espécie de ave da família Polioptilidae.
Pode ser encontrada nos seguintes países: Bolívia, Colômbia, Costa Rica, Equador, Guiana Francesa, Guiana, Nicarágua, Panamá, Peru, Suriname e Venezuela.
Os seus habitats naturais são: florestas subtropicais ou tropicais húmidas de baixa altitude.